# Kurhany w Połuszach
Kurhany w Połuszach (lit. Palūšės pilkapynai) – grupa 74 kurhanów podzielonych na dwa kopce pogrzebowe, zlokalizowane w Połuszach.

## Pierwszy kopiec pogrzebowy
Pierwszy kopiec pogrzebowy (lit. Palūšės pilkapynas, vad. Kuronais) znajduje się 550 metrów od wsi Połusze. W pierwszym kopcu pogrzebowym znajduje się 12 kurhanów, położonych w odległości 10-30 metrów od siebie. Kurhany mają 8-10 metrów średnicy i od 30 do 60 centymetrów wysokości. Kopce są spłaszczone i posiadają okrągłe rowy otaczające. Powierzchnia pierwszego kopca wynosi 3,5 hektara.

## Drugi kopiec pogrzebowy
W drugim kopcu (lit. Palūšės pilkapynas II pilkapynas) znajdują się 62 kurhany, na obrzeżach kopca kurhany są oddalone od siebie dalej, o około 25-30 metrów. Kurhany mają kształt płaskiej półkuli o średnicy 6-12 metrów i wysokości od 50 centymetrów do jednego metra. Są otoczone dołami lub rowami. Wiek kopca określany jest na VIII-IX wiek n.e. W 1916 kopiec został splądrowany przez armię niemiecką. W 1981 Litewskie Muzeum Historyczno-Etnograficzne pod kierownictwem Eugenii Butėnienė zbadała 4 kurhany i znalazła w nich 3 groby, w których byli pochowani spaleni zmarli. W kurhanach znaleziono ostrzarki, siekierę, nóż, tarczę, włócznię, drobne części ubioru konia, biżuterię (pierścień i naszyjnik) i sprzączkę. Znaleziska przechowywane są w Litewskim Muzeum Narodowym. Powierzchnia drugiego kopca wynosi 8,2 hektara.
30 grudnia 1998 obydwa kopce zostały wpisane do rejestru zabytków Litwy.